# François Stahly

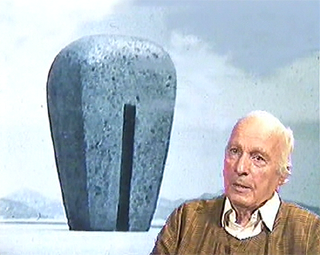
François Stahly

François Stahly (* 8. März 1911 in Konstanz; † 3. Juli 2006 in Paris) war ein aus Deutschland stammender französischer Bildhauer.

## Leben
Stahly wurde 1911 in Konstanz als Sohn des Schweizer Malers und Fotografen Léopold Stahly und der Deutschen Elisabeth Kraft geboren. Sein Vorname war damals „Tizian“. In jungen Jahren wurde er in Winterthur mit den Theorien der Bauhaus-Schule vertraut. Nach der Schule absolvierte Stahly in Zürich bei Walter Cyliax eine Lehre als Grafiker und Lithograf und belegte neben bei an der Kunstgewerbeschule Zürich Kurse. Dort lernte er auch Max Bill, Hans Fischli und Hans Arp kennen. 1931 siedelte Stahly nach Paris über. Dort studierte er an der Académie Ranson bei Aristide Maillol und Charles Malfray. Seine bildhauerische Tätigkeit entwickelte Stahly in enger Zusammenarbeit mit seinem Künstlerfreund Étienne-Martin. 1938 wurde Stahly Mitglied der Gruppe „Témoignage“. Seine erste plastische Arbeiten wurden 1934 an der Weltfachausstellung in Paris gezeigt. Im gleichen Jahr heiratete er die Französin Claude Favre, mit der er drei Kinder hatte.
1939 wurde er französischer Staatsbürger und trat in die Französische Armee ein. Fortan nannte er sich „François“. 1944 lernte er Henri-Pierre Roché kennen, der den Großteil seiner Skulpturen aufkaufte.
In Zusammenarbeit mit anderen Bildhauern schuf er die plastische Ausstattung von Kirchen in Frankreich und Algerien. Seit 1958 hatte er mit anderen Künstlern ein Gemeinschaftsbüro im Pariser Vorort Meudon. Im Jahr 1959 war François Stahly Teilnehmer der documenta II in Kassel.
Stahly wurde vor allem mit seinen Holzarbeiten von Baumstämmen bis zu Wurzeln bekannt. Er schuf aber auch Werke in Stein, Bronze oder Edelstahl. International bekannt wurde er mit einem Teakholz-Labyrinth vor dem Parlament des US-Bundesstaates New York in Albany.
1967 kehrte Stahly nach Frankreich zurück. Seine lebenslangen Beschäftigung mit den Lehren der Mystiker Gurdjieff und Jiddu Krishnamurti ließ ihn zusammen mit seinem Sohn Bruno und der Tochter Florence im Département Vaucluse die „Ateliergemeinschaft Haut Crestet“ gründen. 1973 verstarb seine Frau Claude Stahly in Meudon. 1975 heiratete er die Plastikerin Parvine Curie.
Stahly erhielt zahlreiche Preise und Auszeichnungen. So wurde ihm 1953 die Goldmedaille der Triennale Milan und 1957 der Große Matarazzo-Preis der Biennale von Sao Paulo zugesprochen. Seit 1992 war Stahly Mitglied der Pariser Académie des Beaux-Arts. Stahly gilt als ein wichtiger Vertreter der abstrakten Monumentalplastik der 1960er- und 1970er-Jahre.